# Lista de intendentes de Nova Almeida
Esta é a lista de intendentes de Nova Almeida, antigo município no estado brasileiro do Espírito Santo, e atual distrito do município de Serra.. O atual município de Fundão e seu distrito de Timbuí pertenceram ao então município de Nova Almeida. Na passagem de 1923 para 1924, Fundão passou a ser sede e Timbuí e Nova Almeida, distritos do primeiro local
| Nº | Nome                         | Início do mandato       | Fim do mandato         | Observações                        |
| 1  | Benigno Soares Leite Vidigal | 1° de dezembro de 1899  | 31 de janeiro de 1902  | Presidente do Conselho da Câmara   |
| 2  | João Pereira de Jesus Filho  | 1° de fevereiro de 1903 | 10 de outubro de 1906  | Presidente do Conselho da Câmara   |
| 3  | Hermínio Jorge de Castro     | 11 de outubro de 1906   | 7 de junho de 1914     | Presidente do Conselho da Câmara   |
| 4  | Inácio da Penha Amaral       | 8 de junho de 1914      | 23 de setembro de 1916 | Intendente nomeado pelo Governador |
| 5  | José Loureiro Rangel         | 24 de setembro de 1916  | 12 de outubro de 1918  | Intendente nomeado pelo Governador |
| 6  | José Loureiro Rangel         | 13 de outubro de 1918   | 4 de agosto de 1920    | Intendente nomeado pelo Governador |
| 7  | Rodolfo Helou Caiado         | 5 de agosto de 1920     | 6 de fevereiro de 1922 | Intendente nomeado pelo Governador |
| 8  | Antônio da Costa Muniz       | 7 de fevereiro de 1922  | 12 de novembro de 1924 | Intendente nomeado pelo Governador |